# Dicranomyia pulchripes
Dicranomyia pulchripes är en tvåvingeart som först beskrevs av Alexander 1920.  Dicranomyia pulchripes ingår i släktet Dicranomyia och familjen småharkrankar. Inga underarter finns listade i Catalogue of Life.